# James Carpinello
James Anthony Carpinello (Albany, 13 agosto 1975) è un attore statunitense.

## Biografia
La sua carriera inizia nel 1999 a Broadway con lo spettacolo Saturday Night Fever nel ruolo di Tony Manero, seguito nel 2002 dal ruolo di Link Larkin in Hairspray, che durerà poco in quanto inizierà a girare i primi film. Seguono altri spettacoli quali Rock of Ages e Xanadu, ripresi dai noti film usciti in quel periodo. Recita in seguito come guest in varie serie televisive. Il 25 aprile 2003 sposa la sua collega attrice Amy Acker da cui ha due figli, un maschio, nato il 22 gennaio 2005, e una femmina nata il 1 settembre 2006.

## Filmografia

### Cinema
- The Punisher, regia di Jonathan Hensleigh (2004)
- The Great Raid - Un pugno di eroi (The Great Raid), regia di John Dahl (2005)
- Holiday Road, regia collettiva (2012) - (segmento "December")
- Christmas Is Ruined, regia di Andrew Putschoegl - cortometraggio (2012)
- Gangster Squad, regia di Ruben Fleischer (2013)
- Let's Kill Ward's Wife, regia di Scott Foley (2014)
- The Dunning Man, regia di Michael Clayton (2017)
- Midway, regia di Roland Emmerich (2019)
- Outside, regia di Amy Acker e James Carpinello - cortometraggio (2020)
- Creeper, regia di David Love e Melissa Scrivner-Love - cortometraggio (2022)
- The Mistress, regia di Greg Pritikin (2022)
- Fear the Night, regia di Neil LaBute (2023)

### Televisione
- Felicity – serie TV, episodi 3x04-3x05-3x06 (2000)
- Mr. Life – film TV (2001)
- Aces, regia di Leonard Dick – film TV (2002)
- DeMarco Affairs, regia di Michael Dinner – film TV (2004)
- So Notorious – serie TV, 9 episodi (2006)
- The Closer – serie TV, episodi 2x14-2x15 (2006)
- The Good Wife – serie TV, 5 episodi (2010)
- CSI: Miami – serie TV, episodio 9x03 (2010)
- NCIS - Unità anticrimine (NCIS: Naval Criminal Investigative Service) – serie TV, episodio 8x10 (2010)
- Law & Order - Unità vittime speciali (Law & Order: Special Victims Unit) – serie TV, episodi 12x11-24x05 (2011-2022)
- In Plain Sight - Protezione testimoni (In Plain Sight) – serie TV, episodio 4x01 (2011)
- Body of Proof – serie TV, episodio 2x15 (2012)
- Wedding Band – serie TV, episodio 1x03 (2012)
- The Mob Doctor – serie TV, 13 episodi (2012-2013)
- Castle – serie TV, episodio 6x07 (2013)
- Blue Bloods – serie TV, episodio 5x05 (2014)
- Person of Interest – serie TV, episodi 1x03-5x11 (2011-2016)
- Gotham – serie TV, 8 episodi (2016-2017)
- The Blacklist – serie TV, 4 episodi (2017-2018)
- The Gifted – serie TV, episodi 2x11-2x12-2x13 (2019)
- Caccia alla spia - The Enemy Within (The Enemy Within) – serie TV, 6 episodi (2019)
- What Just Happened??! – serie TV, episodio 1x08 (2019)
- FBI: Most Wanted – serie TV, episodi 2x09-2x11-2x15 (2021)

## Doppiatori italiani
Nelle versioni in italiano delle opere in cui ha recitato, James Carpinello è stato doppiato da:
- Marco Vivio in Gangster Squad, Castle, Blue Bloods, Caccia alla spia - The Enemy Within
- Alessandro Quarta in So Notorious, Law & Order - Unità vittime speciali (ep. 12x11), The Mob Doctor
- Francesco Bulckaen in NCIS - Unità anticrimine, Law & Order - Unità vittime speciali (ep. 24x05)
- Francesco Pezzulli in The Good Wife, Person of Interest
- Alessandro Capra in The Gifted, Fear the Night
- Fabrizio Manfredi in The Punisher (Johnny Saint)
- Roberto Gammino in The Punisher (Bobby Saint)
- Vittorio Guerrieri in The Closer
- Luigi Ferraro in CSI: Miami
- Giorgio Borghetti in Body of Proof
- Enrico Chirico in Gotham
- Stefano Thermes in Midway
- Andrea Lavagnino in FBI: Most Wanted